# Janthinea divalis
Janthinea divalis är en fjärilsart som beskrevs av Otto Staudinger 1891. Janthinea divalis ingår i släktet Janthinea och familjen nattflyn. Inga underarter finns listade i Catalogue of Life.